# Arquidiocese de Patna
A Arquidiocese de Patna (Archidiœcesis Patnensis) é uma arquidiocese da Igreja Católica situada em Patna, na Índia. É fruto da elevação da diocese de Patna, criada em 10 de setembro de 1919. Antes, foi o vicariato apostólico de Patna, criada em 7 de fevereiro de 1845 e suprimida em 1 de agosto de 1886, sendo anexada à Diocese de Allahabad. Seu atual arcebispo é Sebastian Kallupura. Sua sé é a Catedral da Santíssima Virgem Maria (Patna).
Possui 33 paróquias.

## Prelados
| #                     | Nome                                              | Período    | Notas                   |
| Arcebispos            | Arcebispos                                        | Arcebispos | Arcebispos              |
| --------------------- | ------------------------------------------------- | ---------- | ----------------------- |
| 3º                    | Sebastian Kallupura                               | 2020-      | Atual                   |
| 2º                    | William D’Souza, S.J.                             | 2007-2020  | Arcebispo emérito       |
| 1º                    | Benedict John Osta, S.J.                          | 1999-2007  |                         |
| Arcebispo coadjutor   |                                                   |            |                         |
|                       | Sebastian Kallupura                               | 2018-2020  |                         |
| Bispos                |                                                   |            |                         |
| 4º                    | Benedict John Osta, S.J.                          | 1980-1999  | Elevado à Arcebispo     |
| 3º                    | Augustine Francis Wildermuth, S.J.                | 1947-1980  |                         |
| 2º                    | Bernard James Sullivan, S.J.                      | 1929-1946  |                         |
| 1º                    | Louis Van Hoeck, S.J.                             | 1920-1928  | Nomeado Bispo de Ranchi |
| Prefeitos apostólicos |                                                   |            |                         |
| 2º                    | Eugen Remigius Schwarz, O.F.M. Cap.               | 1914-1918  |                         |
| 1º                    | Hilarion (Johannes Baptist) Valentin, O.F.M. Cap. | 1892-1910  |                         |